# Adam Fantilli
Adamo Giuliano "Adam" Fantilli, född 12 oktober 2004, är en kanadensisk professionell ishockeyforward som spelar för Columbus Blue Jackets i National Hockey League (NHL).
Han har tidigare spelat för Michigan Wolverines i National Collegiate Athletic Association (NCAA) och Chicago Steel i United States Hockey League (USHL).
Fantilli draftades av Columbus Blue Jackets i första rundan i 2023 års draft som tredje spelare totalt.

## Statistik
| 2018–2019   | Toronto Red Wings U16     | GTHL        | 32  | 26 | 15 | 41  | 32  | —  | — | — | —  | — |
| 2019–2020   | Kimball Union Wildcats    |             | 26  | 18 | 18 | 36  | 0   | —  | — | — | —  | — |
|             | Toronto Jr. Canadiens U16 | GTHL        | 2   | 2  | 1  | 3   | 2   | —  | — | — | —  | — |
|             | Top Gun/NE Prep U18       |             | 2   | 2  | 1  | 3   | 2   | —  | — | — | —  | — |
| 2020–2021   | Chicago Steel             | USHL        | 49  | 18 | 18 | 36  | 22  | 8  | 8 | 1 | 9  | 2 |
| 2021–2022   | Chicago Steel             | USHL        | 54  | 37 | 37 | 74  | 93  | 3  | 0 | 1 | 1  | 2 |
| 2022–2023   | Michigan Wolverines       | NCAA        | 36  | 30 | 35 | 65  | 67  | —  | — | — | —  | — |
| 2023–2024   | Columbus Blue Jackets     | NHL         | 1   | 0  | 1  | 1   | 0   | —  | — | — | —  | — |
| NHL totalt  | NHL totalt                | NHL totalt  | 1   | 0  | 1  | 1   | 0   | —  | — | — | —  | — |
| USHL totalt | USHL totalt               | USHL totalt | 103 | 55 | 55 | 110 | 115 | 11 | 8 | 2 | 10 | 4 |

### Internationellt
| Källa: Uppdaterad: 2023-10-13 | Källa: Uppdaterad: 2023-10-13 | Källa: Uppdaterad: 2023-10-13 |         | Utv = Utvisningsminuter | Utv = Utvisningsminuter | Utv = Utvisningsminuter | Utv = Utvisningsminuter | Utv = Utvisningsminuter |
| År                            | Lag                           | Mästerskap                    | Matcher | Mål                     | Assists                 | Poäng                   | Utv                     |                         |
| ----------------------------- | ----------------------------- | ----------------------------- | ------- | ----------------------- | ----------------------- | ----------------------- | ----------------------- | ----------------------- |
| 2020                          | Kanada                        | Ungdoms-OS                    | 4       | 2                       | 1                       | 3                       | 8                       |                         |
| 2022                          | Kanada                        | U18-VM                        | 4       | 1                       | 5                       | 6                       | 0                       |                         |
| 2023                          | Kanada                        | JVM                           | 7       | 2                       | 3                       | 5                       | 4                       |                         |
| 2023                          | Kanada                        | VM                            | 10      | 1                       | 2                       | 3                       | 29                      |                         |
| Junior totalt                 | Junior totalt                 | Junior totalt                 | 15      | 5                       | 9                       | 14                      | 12                      |                         |
| Senior totalt                 | Senior totalt                 | Senior totalt                 | 10      | 1                       | 2                       | 3                       | 29                      |                         |